# Duvel (rapper)
Ritchie Zebeda (Rotterdam, 1972), beter bekend als Duvel, is een Nederlandse rapper, bekend van de Rotterdamse hiphopformatie DuvelDuvel. Naast rapper is hij ook actief als producer. Ook heeft Duvel gastbijdrages geleverd op het album van onder andere Jawat!, Opgezwolle, Kempi, Kubus en Extince.

## Biografie
Duvel is sinds de begin jaren tachtig actief in de Rotterdamse hiphop-scene. Eerst bij het breakdance collectief 'Masters of Rock', maar later houdt hij zich ook bezig met graffiti. Eind jaren tachtig begint Duvel zich meer te verdiepen in het produceren van beats en maakt hij deel uit van verschillende rapgroepen. Begin jaren negentig is Duvel te horen op verschillende tapes die in het ondergrondse hiphop-circuit circuleren. In diezelfde periode koopt Duvel zijn eerste sampler en begint hij voor zichzelf en anderen te produceren. In 1997 besluit Duvel om samen met Rein de Vos en Supadupah in het Nederlands te rappen onder de naam DuvelDuvel, dat vanuit Rotterdam al een vijftal albums de wereld heeft ingestuurd. In 2002 werkt DuvelDuvel ook nog eens samen met de hiphopformatie Opgezwolle dat samen verderging onder de naam Opgeduveld, en uiteindelijk één album leverde.
Naast werk voor DuvelDuvel werkt Duvel ook Solo, zo heeft hij enkele gastbijdrages geleverd op het album van onder andere Jawat!, Opgezwolle, Kubus en Extince. Daarnaast brengt hij in 2006 samen met Dion het album 'Whisky op de Aperotz' uit.
Op 2 oktober 2006 trekt Duvel de stekker uit DuvelDuvel met de woorden "Tis leuk geweest! Tijd voor iets nieuws." om in juli 2007 weer met een nieuw album, Puur Kultuur, te komen. Het album is net als de vorige uitgebracht door Top Notch
In 2010 heeft Duvel zijn eigen label ROTTZ opgericht nadat het contract met Top Notch is uitgediend. Onderhand zijn Dj MP, Rascle, Midkade, Jawat!, Kubus, Billy en MWP getekend op het label. In 2010 wordt er ook een nieuw DuvelDuvel album verwacht, waar ook Rein de Vos weer op te horen zal zijn.

## Discografie
| Album met eventuele hitnotering(en) in de Nederlandse Album Top 100 | Datum van verschijnen | Datum van binnenkomst | Hoogste positie | Aantal weken | Opmerkingen |
| ------------------------------------------------------------------- | --------------------- | --------------------- | --------------- | ------------ | ----------- |
| DNA                                                                 | 2012                  | 16-06-2012            | 50              | 1*           | met Nikes   |

### Mixtapes
- 2006 - Whisky op de Aperotz (Samen met Dion)

## Interviews
- TheBoombap Interview 1 - Voor het ontbinden van DuvelDuvel
- TheBoombap Interview 2 - Na het ontbinden van DuvelDuvel